# هيلين جونز
هيلين جونز (بالإنجليزية: Helen Jones )‏ (و. 1954 – م) هي سياسية، من المملكة المتحدة، ولدت في تشستر، حزب العمال.

## مناصب
تولت منصب Vice-Chamberlain of the Household ‏ (9 يونيو 2009–11 مايو 2010)، وعضو البرلمان في المملكة المتحدة ‏ (منذ 1 مايو 1997).

## التعليم
تعلمت في كلية لندن الجامعية.